# Strada statale 45 di Val Trebbia
La strada statale 45 di Val Trebbia (SS 45) è una strada statale italiana che collega le città di Genova e Piacenza e, quindi, la costa del mar Ligure con la pianura Padana. Ha origine alla periferia di Genova nel quartiere di Struppa in via di Sponda Nuova, nei pressi della galleria della Paglia e termina alla periferia di Piacenza nel quartiere Galleana nei pressi della tangenziale dopo aver attraversato l'Appennino ligure passando per la val Bisagno, la val Scrivia e la val Trebbia e per Bobbio.

## Storia
L’antica strada di collegamento tra Genova e Piacenza passante per Bobbio era nota già nel Medioevo con il nome di Caminus Genue (Janue, Januae o Ianuae) Il percorso storico, secondo alcune testimonianze settecentesche, risaliva la sponda sinistra della val Bisagno fino a Cavassolo, dove passava in sponda destra tramite il seicentesco ponte canale; rimanendo sempre in sponda destra l'itinerario passava per Davagna e raggiungeva poi il passo della Scoffera. Proseguiva poi per Torriglia, oltre la quale entrava in val Trebbia.
Dopo un tratto sullo spartiacque tra le valli del Brugneto e della Trebbiola, la strada raggiungeva Montebruno per poi attraversare la Trebbia con un ponte nei pressi di Loco di Rovegno e proseguire sulla sponda destra del corso d'acqua fino a Ponte Organasco dove attraversava di nuovo la Trebbia risalendo poi la valle dell'Avagnone, passando per Rossarola e Carana e scendendo verso Bobbio tramite la valle del torrente Carlone. Da Bobbio il percorso rimaneva in fondovalle sulla sponda sinistra fino a Caverzago dove il fiume veniva guadato oppure attraversato tramite traghetti e poi proseguiva fino a Rivergaro dove si discostava dal fiume per poi proseguire verso Piacenza.
Il percorso rimase sostanzialmente inalterato fino all'ammodernamento, iniziato in epoca napoleonica, periodo in cui la strada assunse la denominazione route 212 De Gênes à Plaisance, par Bobbio, proseguito dopo la Restaurazione e conclusosi nel 1857 da parte del Regno di Sardegna, per quanto riguarda il tratto fino a Bobbio, e dal Ducato di Parma e Piacenza.
Già a partire dal 1850, su impulso della provincia e del dipartimento di Genova e in accordo con la provincia di Bobbio, si diede inizio al progetto di una strada nazionale del Regno di Sardegna che collegasse Genova a Piacenza passando per Bobbio; nel 1852 fu formato un consorzio a cui parteciparono 22 comuni interessati dal percorso della strada in val Bisagno, val Scrivia e val Trebbia e a cui successivamente si associarono anche altri comuni. Nell'aprile 1853 il Ministro dei Lavori pubblici accolse favorevolmente l'idea assicurando il proprio appoggio e mettendo a disposizione la somma di 10 500 lire sabaude per gli studi legati alla progettazione del tratto situato in provincia di Bobbio.
Nel novembre 1854 il Ministero degli Interni, prevedendo a breve la dichiarazione di opera di pubblica utilità dell'opera, emanò una nota che invitata le provincie di Genova e Bobbio, nonché tutti i comuni consortili delle stesse provincie, ad inserire nei loro bilanci per l'anno successivo i fondi preparatori da aggiungere alle prime rate del prestito da contrarsi con la Cassa dei depositi. Nello stesso mese il progetto della porzione di strada in provincia di Genova, affidati all'ingegner Gualini venne approvato dal consiglio permanente d'Acque, Ponti e Strade, mentre il progetto per il tratto bobbiese, affidato all'ingegner Piccone, rimase in sospeso a seguito della richiesta di alcune modifiche da apportarvi.
Nel marzo 1855 il Ministero per i Lavori Pubblici rigettò l'istanza per far dichiarare nazionale la strada, preferendovi a questa la strada che collegava Voghera a Bobbio tramite il passo del Penice. Il mese successivo il consiglio della divisione di Alessandria, di cui faceva parte Bobbio, su impulso di alcuni consiglieri delle zone di Voghera e Tortona che vedevano nel progetto della strada nazionale Genova-Bobbio-Piacenza una seria concorrenza pubblica al progetto della nuova ferrovia Alessandria-Tortona-Voghera-Stradella-Piacenza che si aggiungeva alla già realizzata ferrovia Torino-Genova e alla ferrovia Milano-Genova, si dichiarò contrario al progetto definendolo pregiudizievole per gli interessi divisionali.
La strada fu istituita a seguito della classificazione delle strade nazionali, con la denominazione ufficiale di Strada nazionale n. 20 sul percorso Genova - Staglieno - Bargagli - Torriglia - Montebruno - Ottone - Bobbio - Rivergaro - Piacenza, ai sensi della legge 20 marzo 1865, n. 2248 sulle opere pubbliche, mediante il R.D. 17 novembre 1865, n. 2633. In precedenza, con la legge 21 luglio 1861, n. 121, si era dichiarata nazionale la strada a costruirsi dalla città di Bobbio al confine con la provincia di Piacenza fino all'incontro dalla strada nazionale che collega Piacenza.
La strada venne poi istituita definitivamente il 21 aprile 1872 dopo la convenzione fra le province di Genova, Pavia e Piacenza approvata il 15 maggio 1871, con il seguente percorso: da Genova a Piacenza per Bobbio.
Nel 1884, dopo l'istituzione di numerose strade nazionali, si procedette ad approntare un nuovo elenco delle stesse: la strada Genova-Piacenza assunse quindi la denominazione Strada nazionale n. 36, da Genova a Piacenza per Bobbio, lungo il percorso Genova, Torriglia, Montebruno, Rovegno (Isola di Rovegno), Pradella, Cassolo, Perrino, Dolgo, Quadrelli, Cisiano, Fagliano, Rivergaro e Niviano.
Il Regio Decreto 221 del 5 gennaio 1911 modificò la denominazione in Strada nazionale 28 Genova-Piacenza con il seguente percorso: da Genova per Bobbio, a Piacenza.
Nel 1923 la strada fu ridenominata Strada nazionale 49 con il percorso "Piacenza - Bobbio - Genova".
Nel 1928, in seguito all'istituzione dell'Azienda Autonoma Statale della Strada (AASS) e alla contemporanea ridefinizione della rete stradale nazionale, il suo tracciato costituì il tratto iniziale della Strada statale 45 della Val Trebbia e del Caffaro, con il seguente percorso: da Genova per Bobbio a Piacenza e da Cremona per Brescia - Caffaro - Tione a Trento".
Nel 1932 il percorso della strada fra Brescia e Trento venne modificato: divenne parte della SS 45 la nuova strada Gardesana occidentale, mentre il tracciato d'origine passante per le valli Giudicarie, divenuto molti anni dopo SS 237, venne declassificato dall'elenco delle strade statali.
Dopo pochi mesi la strada statale 45 venne limitata al tratto fra Genova e Piacenza, assumendo la nuova denominazione di Val Trebbia; il tratto fra Cremona e Trento divenne invece la nuova SS 45 bis.

## Percorso

### Il tratto ligure (42,579 km nella città metropolitana di Genova)

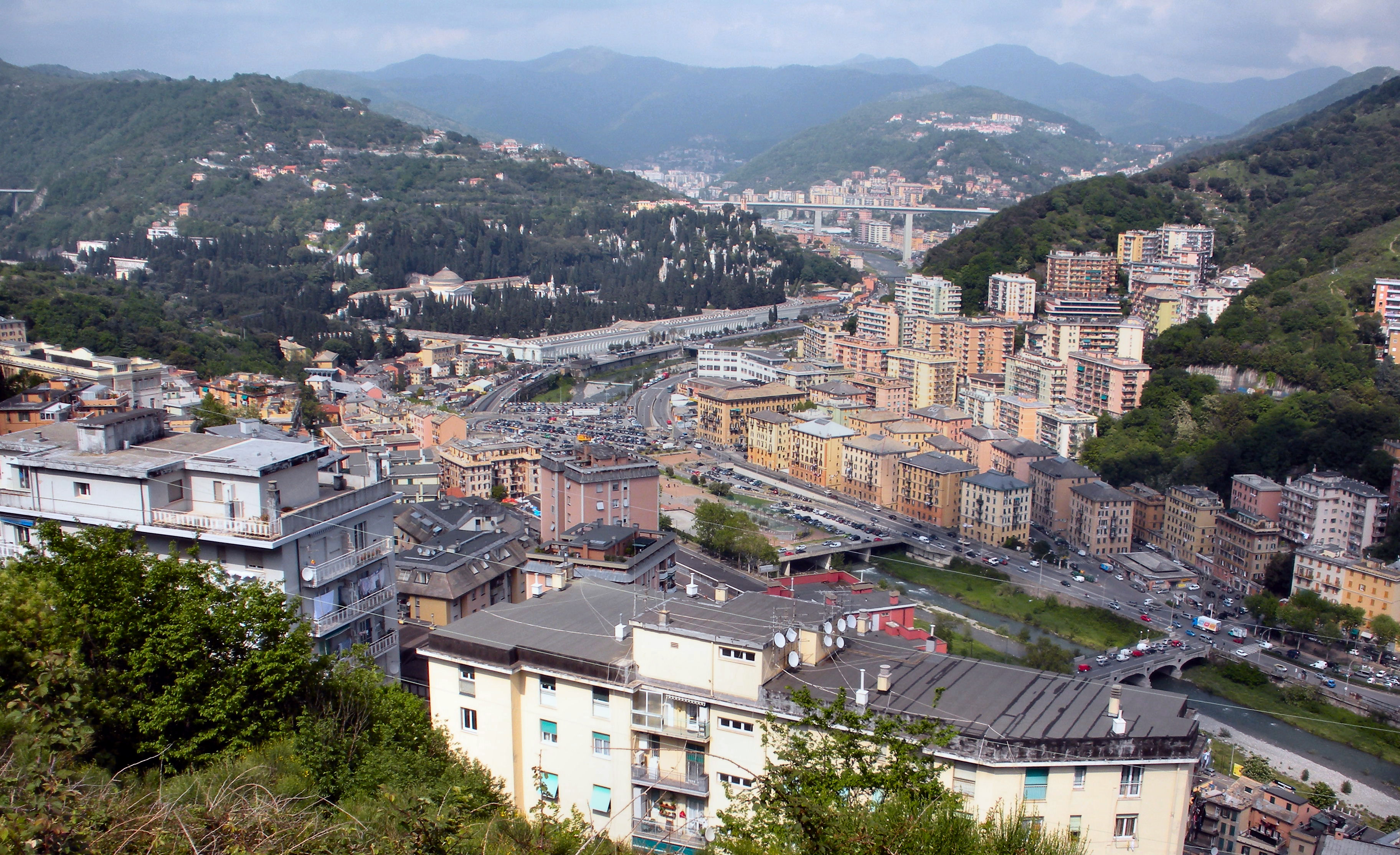
Staglieno con l'uscita autostradale di Genova-Est

La strada storicamente iniziava nel centro di Genova, in piazza Verdi, nei pressi della stazione Brignole, dove si innestava nella strada statale 1 Via Aurelia verso il quartiere della Foce e costituiva un'importante arteria di attraversamento urbano (Via Canevari-Via Bobbio) verso Marassi e raccordandosi a Staglieno in via Piacenza con l'uscita di Genova-Est dell'autostrada A12 Genova - Livorno.  
Usciva poi dalla città seguendo il corso del Bisagno e si manteneva sulla sua destra idrografica lungo via Piacenza-via Emilia-via Molassana-via Struppa; precedentemente in località Prato si scavalcava il Bisagno passando dal lato opposto della valle omonima attraverso il centro abitato. 

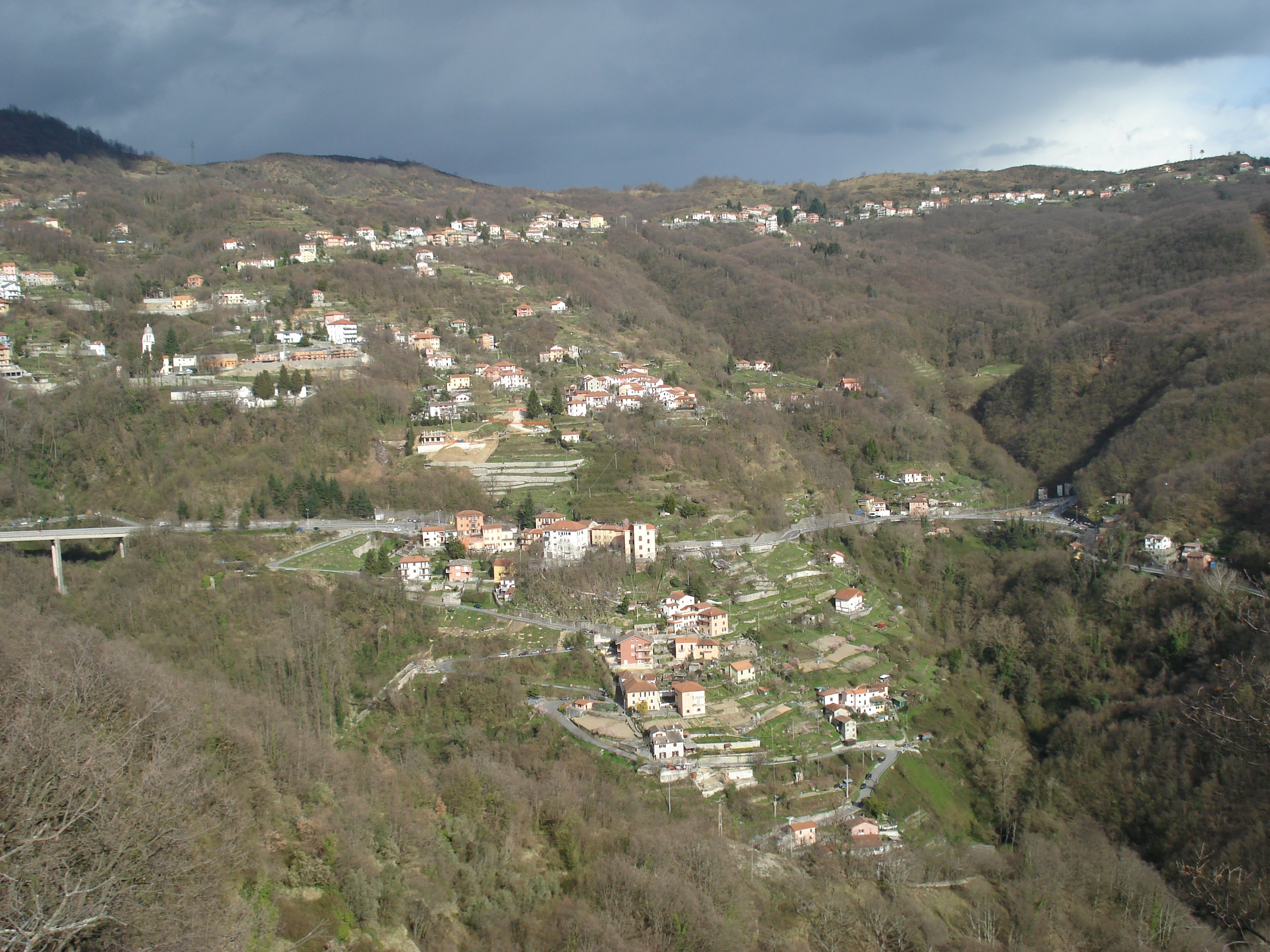
Panoramica di Bargagli fra il capoluogo e la frazione Eo con l'innesto del Traforo Bargagli-Ferriere

Successivamente, con lavori iniziati negli anni '80 e terminati tra il 2004 e il 2007 il percorso è stato modificato con la strada, denominata strada statale 45 Var del torrente Bisagno, che risale da Staglieno e dal nuovo svincolo dell'uscita del casello autostradale Genova-Est dell'autostrada A12 lungo la nuova bretella di collegamento fra il centro cittadino e la val Bisagno (Lungobisagno Istria-Dalmazia-via Adamoli-via Pedullà-via di Sponda Nuova) sulla sinistra idrografica del Bisagno. In seguito a questo accorciamento, il tragitto inizia alla periferia della città nel quartiere di Struppa in via di Sponda Nuova appena prima della nuova galleria della Paglia, nei cui pressi si collega la strada provinciale 13 di Creto che porta al comune di Montoggio dove si innesta nella strada provinciale 226 di Valle Scrivia.
La strada statale 45, con un percorso talvolta tortuoso, risale la val Bisagno; lungo via Bavari si dirama la strada provinciale 14 che porta a Davagna. La strada prosegue salendo a La Presa, frazione di Bargagli, lungo via dei Partigiani, dopo Traso, nella frazione di Eo, si dirama il traforo Bargagli-Ferriere (ex T3) che immette sulla strada statale 225 della Val Fontanabuona diretta a Chiavari. In Bargagli si collega anche la strada provinciale 82 (Borgonuovo-S.Alberto-Ferriere) che collega anch'essa la val Bisagno con la val Fontanabuona.

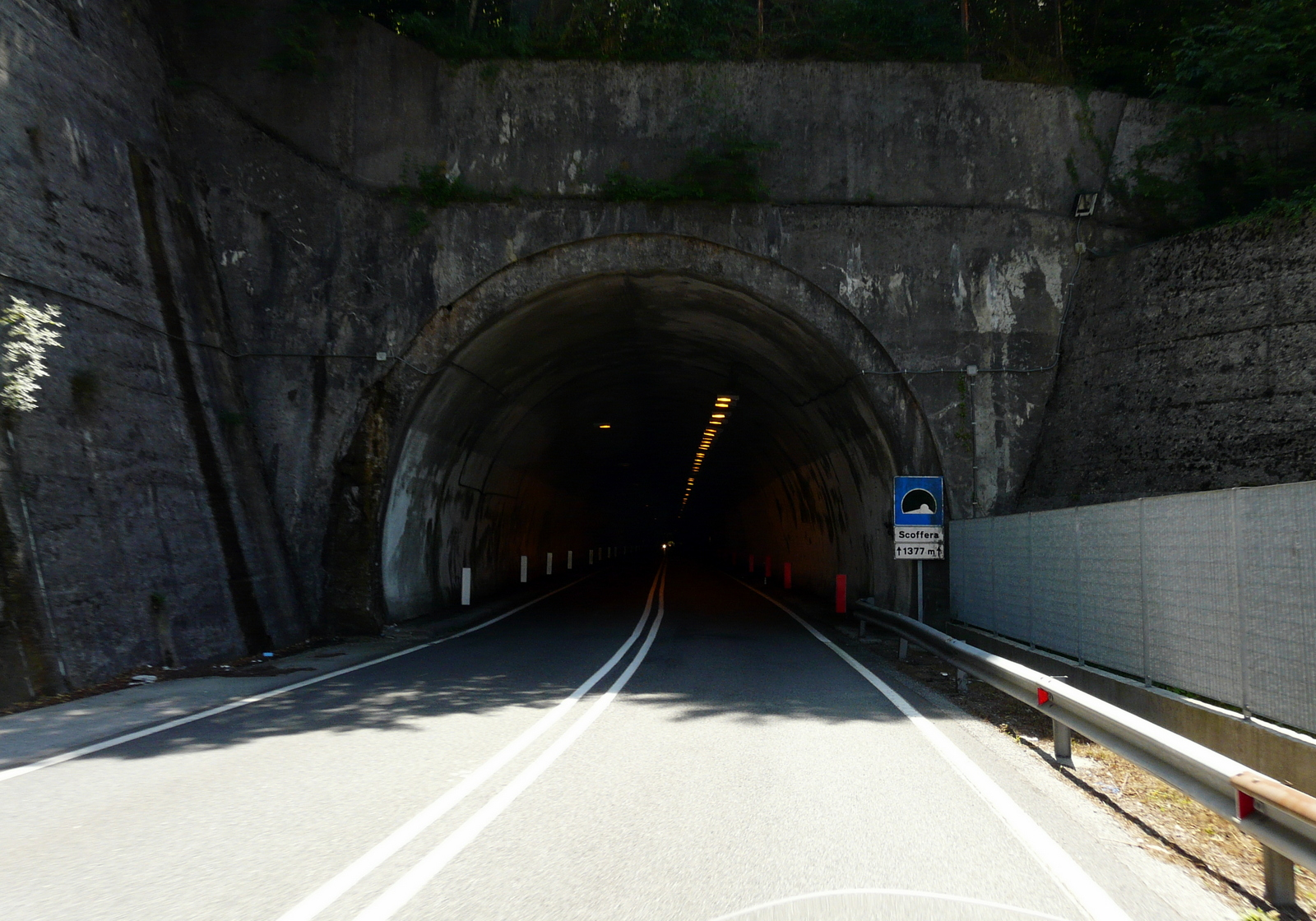
La galleria Scoffera presso il Passo dello Scoffera lungo la strada statale 45

Poco oltre Bargagli, nel comune di Davagna inizia la salita verso il passo della Scoffera, valico situato a 674 m s.l.m. che separa la val Bisagno dall'alta valle Scrivia, sullo spartiacque tra il bacino del Po e il versante ligure-tirrenico della penisola italiana.

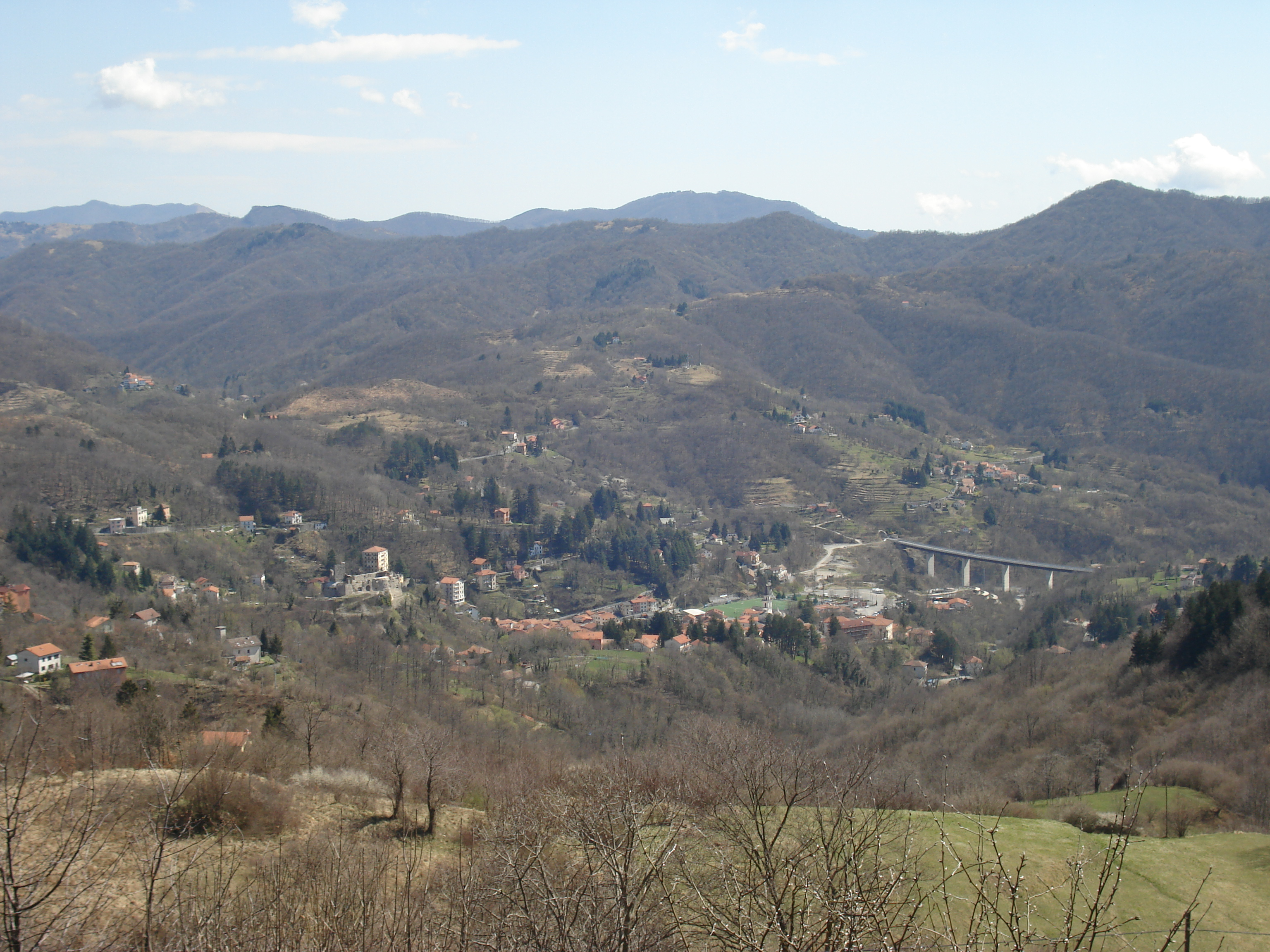
Panorama di Torriglia dall'alto con il basso il viadotto del nuovo tracciato con l'imbocco della galleria della Madonna di Montebruno

Il vecchio tracciato della strada statale, che risaliva sino al valico per poi discende sul versante opposto con una serie di tornanti, è stato declassato a strada provinciale e sostituito da una galleria, il cui inizio è posto in località Sottocolle di Davagna (5 km oltre Bargagli), che conduce direttamente a Laccio di Torriglia, ove si ricongiunge con il vecchio tracciato. Prima della galleria della statale di Sottocolle si dirama la strada provinciale 77 Boasi-Ferriere che si immette poi anch'essa sulla strada statale 225 della Val Fontanabuona diretta a Chiavari.
A Laccio, si dirama l'ex strada statale 226 di Valle Scrivia, che percorre la val Scrivia collegandosi con la strada statale 35 dei Giovi e l'autostrada Milano-Serravalle-Genova. Da Laccio il vecchio tracciato della statale 45 saliva a Torriglia, paese posto a 769 m s.l.m., punto più alto del tracciato della strada, sullo spartiacque tra i bacini del Trebbia e dello Scrivia, e ai piedi del monte Prelà dove entrambi i suddetti fiumi trovano le proprie sorgenti. All'inizio degli anni novanta del XX secolo esso è stato sostituito da una variante a scorrimento veloce che evita la salita a Torriglia e la successiva discesa. La nuova variante e la vecchia strada si congiungono a Costafontana, in un tratto in cui negli anni 2010 sono stati avviati lavori di ammodernamento, ove inizia la val Trebbia che la SS 45 segue sino allo sbocco in pianura.

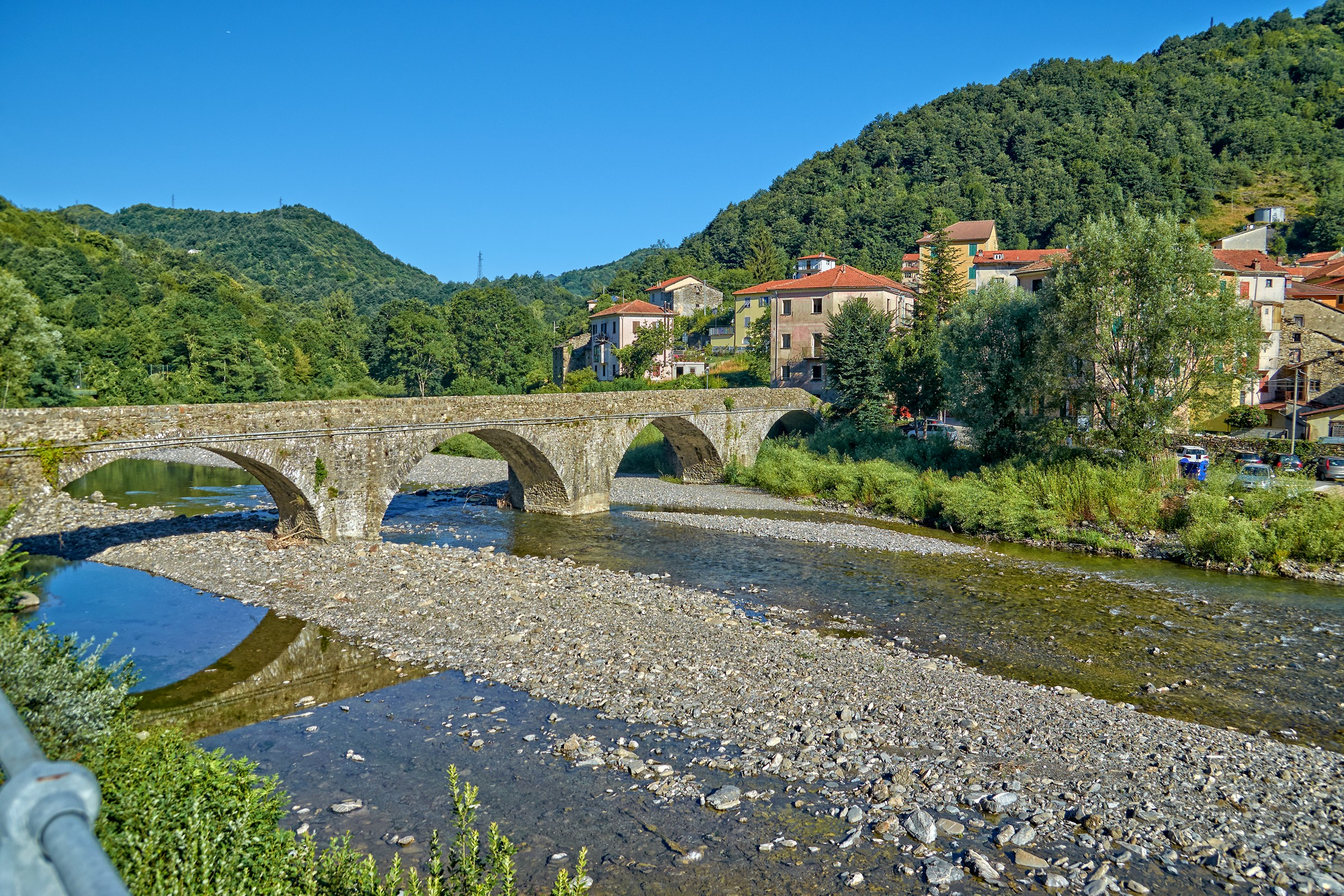
Montebruno, il ponte vecchio sul Trebbia davanti all'antico santuario della Madonna di Montebruno

In questo tratto iniziale la strada, circondata da montagne che vi conferiscono un aspetto scosceso; è costretta a seguirne i contorni assumendo un andamento tortuoso, con curve a stretto raggio, continui cambi di pendenza risalendo spesso dal fondovalle alla mezza costa e attraversando il Trebbia in più occasioni.

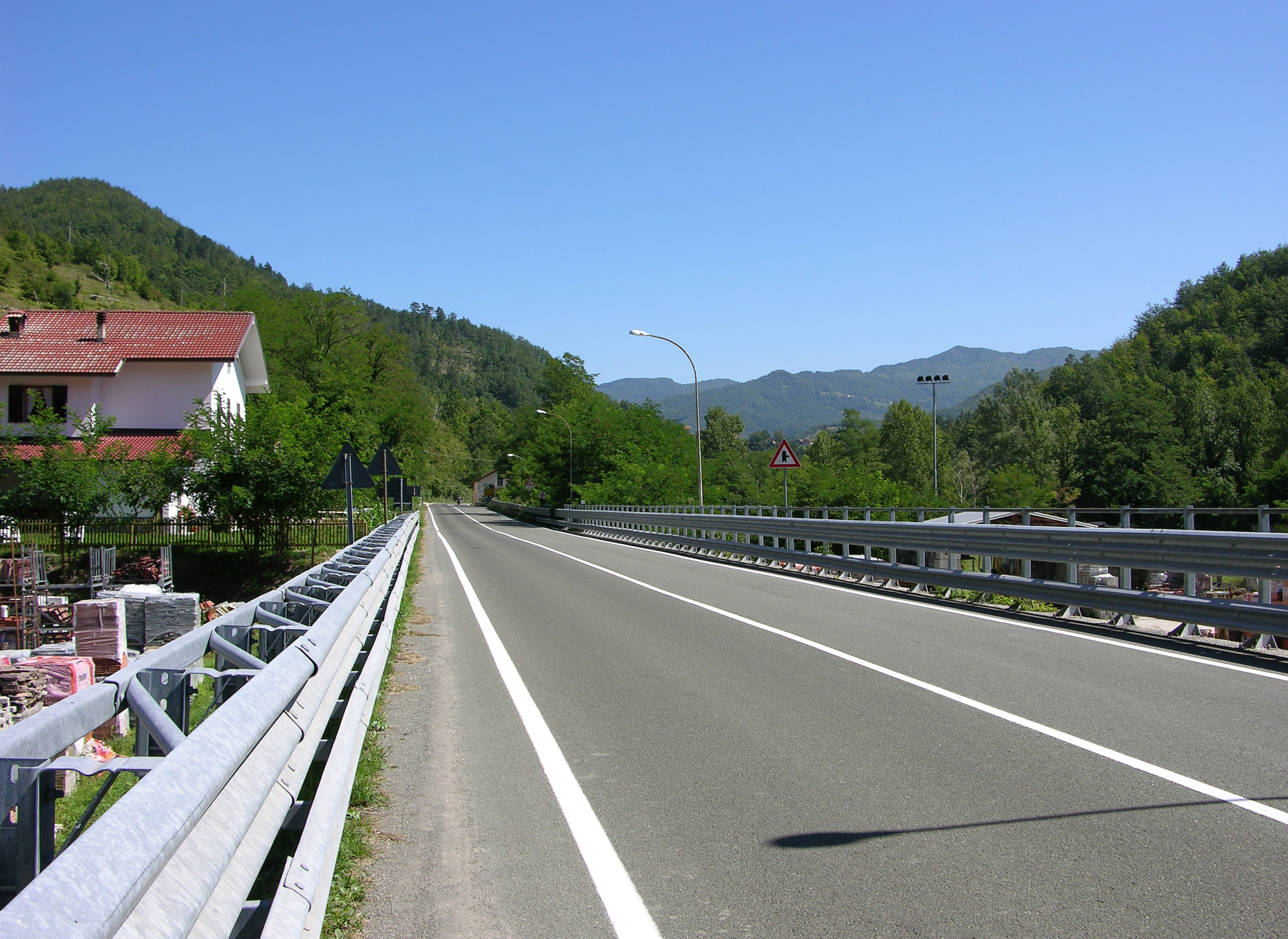
Tratto in direzione Piacenza, presso Gorreto

Il tracciato attraversa Montebruno, Loco e Isola (frazioni di Rovegno) e Gorreto, che è l'ultimo comune della città metropolitana di Genova. Nei pressi di Montebruno si diramano dalla statale numerose strade: la strada provinciale 15 che consente di raggiungere Propata, Rondanina e il lago del Brugneto, la strada provinciale 56 via Barbagelata che sale al passo della Scoglina collegandosi alla val Fontanabuona e alla val d'Aveto, la strada provinciale 48 che sale al passo di Fregarolo che collega la val Trebbia alla val d'Aveto. Dopo la località Due Ponti di Fontanigorda si dirama la strada provinciale 16 che porta al comune di Fascia a Casa del Romano e al valico delle Capanne di Carrega che collega la val Trebbia alla val Borbera e, quindi, al Piemonte. A Loco di Rovegno si diramano la strada provinciale 17 che porta al comune di Fontanigorda e la strada provinciale 18 che raggiunge Rovegno e poi si ricollega alla statale dopo Isola. Attraversato Gorreto, la strada entra in provincia di Piacenza.

### Il tratto emiliano (76,280 km in provincia di Piacenza)

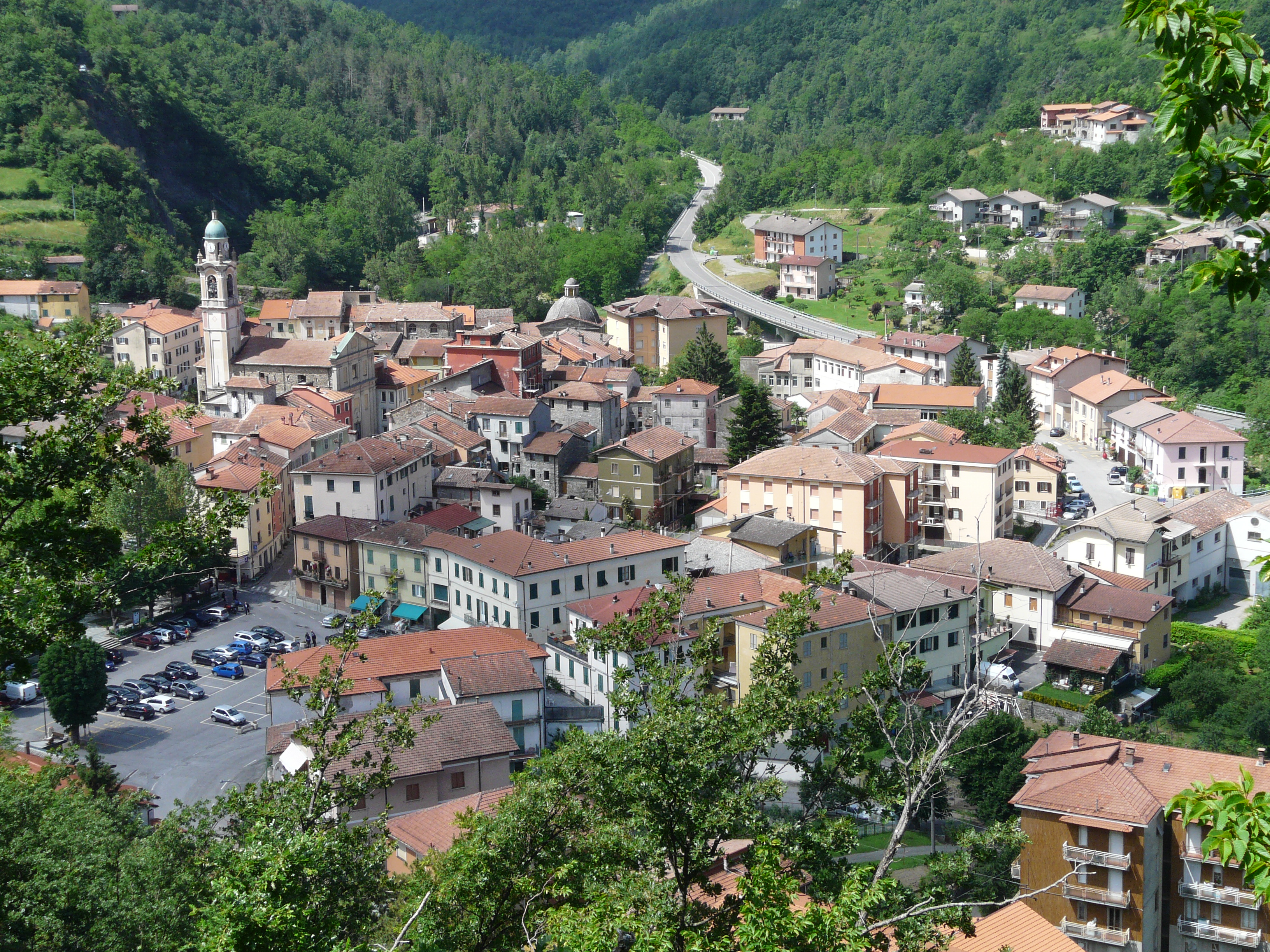
Ottone e la statale 45

Il primo centro a essere attraversato in territorio piacentino è Ottone che si trova a una quota di 510 m s.l.m.. Da Ottone si diramano la strada provinciale 52 Fabbrica-Cariseto-Cerignale e la strada provinciale 62 Orezzoli - Vicosoprano - Alpepiana - Rezzoaglio che si collega con la val d'Aveto.
Dopo Ottone la valle si apre e la strada percorre un tratto in variante fino alla località Valsigiara dove si dirama la strada provinciale 18 che, transitando nel comune di Zerba, risale la val Boreca fino al passo del Giovà (1368 m s.l.m.), sullo spartiacque con la valle Staffora, e al passo di Capanne di Cosola (1465 m s.l.m.) sullo spartiacque con la piemontese val Borbera.

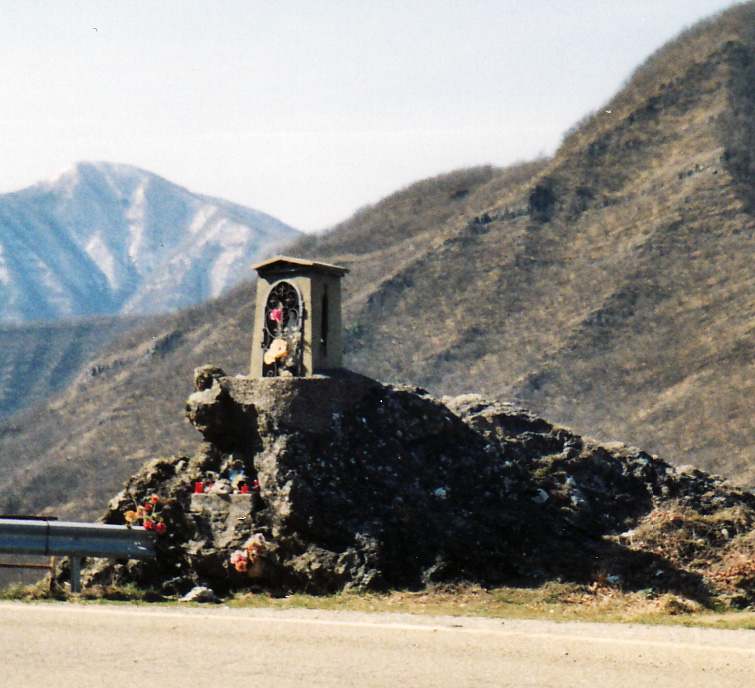
Madonnina della Val Trebbia, protettrice della valle e della strada posta sulla statale fra i comuni di Ottone e Cerignale

Dopo la località Valsigiara, la strada inizia a salire transitando a Traschio e Losso, frazioni di Ottone, por poi raggiungere Ponte Organasco, frazione di Cerignale. Da Valsigiara fino a Marsaglia la strada è molto tortuosa e caratterizzata da curve di stretto raggio e da una scarsa larghezza della carreggiata. 
Da Ponte Organasco, per alcuni chilometri, la strada rasenta il confine con la provincia di Pavia senza però oltrepassarlo. Nella frazione si dirama la strada provinciale 24 del Brallo, che, oltrepassato il confine regionale diventa strada provinciale 186 del passo del Brallo che conduce all'omonimo passo, sullo spartiacque con la val Staffora, passando per Pratolungo-Pieve di Montarsolo. Superato Ponte Organasco si trova la strada provinciale 17 che da Carisasca porta a Cerignale, capoluogo del comune.
Proseguendo la strada oltrepassa il Trebbia tra Ponte Lenzino e Rovaiola di Corte Brugnatella, raggiungendo, poi, con alcuni saliscendi, al termine dell'alta valle della Trebbia, ovvero la foce del torrente Aveto, formando meandri spettacolari nei pressi di Confiente. Poco prima di Confiente di Corte Brugnatella si dirama la strada provinciale 73 che sale a Lago e prosegue a mezza costa fino alla Pieve di Montarsolo, congiungendosi poi la provinciale per il passo del Brallo. A Lago si dirama il percorso originale della strada, poi divenuta strada intercomunale, che raggiunge Bobbio tramite Rossarola, Carana.
In seguito, la strada scende con una ripida discesa verso Marsaglia, sede del comune di Corte Brugnatella, dove si diramano la ex strada statale 586 della Valle dell'Aveto, che conduce a Rezzoaglio e, poi, a Chiavari, sulla Riviera Ligure e la strada provinciale 50 che conduce al passo del Mercatello e, quindi, a Ferriere in val Nure innestandosi nella strada statale 654 di Val Nure.
A Marsaglia la strada attraversa il fiume; nei 9 km successivi che portano a Bobbio, il tracciato si innalza di un centinaio di metri sopra le acque del corso della Trebbia, che qui forma una sorta di canyon; questo tratto della strada è piuttosto pericoloso a causa delle numerose curve cieche e della sede stradale di larghezza ridotta; la strada è dominata dal borgo di Brugnello, originariamente capoluogo di Corte Brugnatella, posto a picco sul fiume.

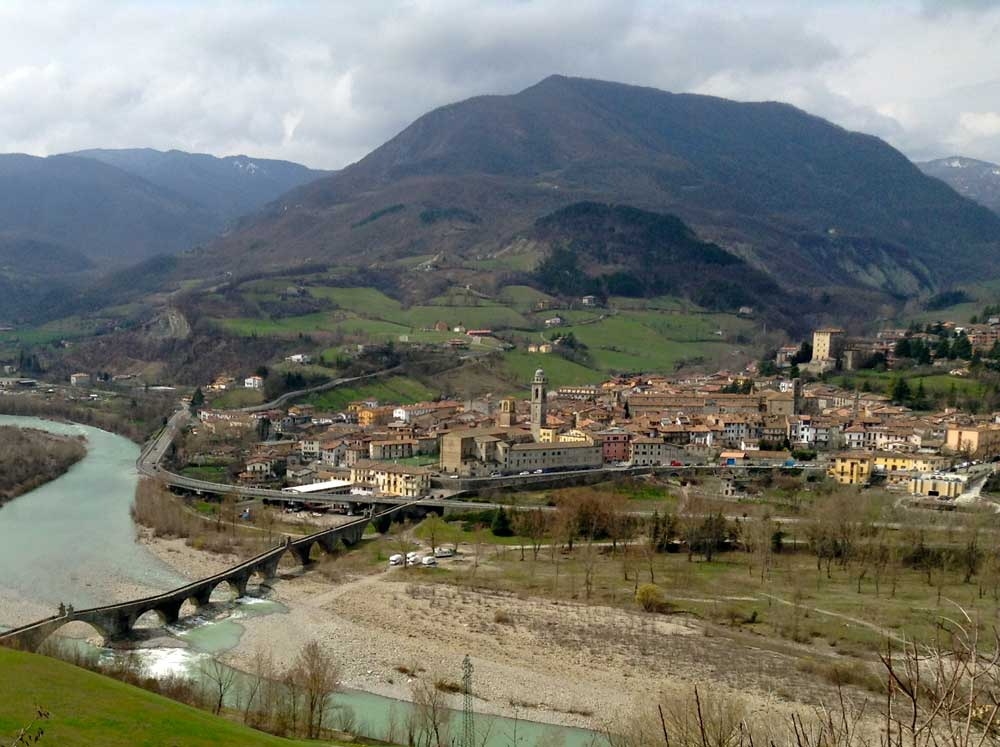
Panorama del centro storico di Bobbio con il Ponte Gobbo, il Trebbia e la statale 45

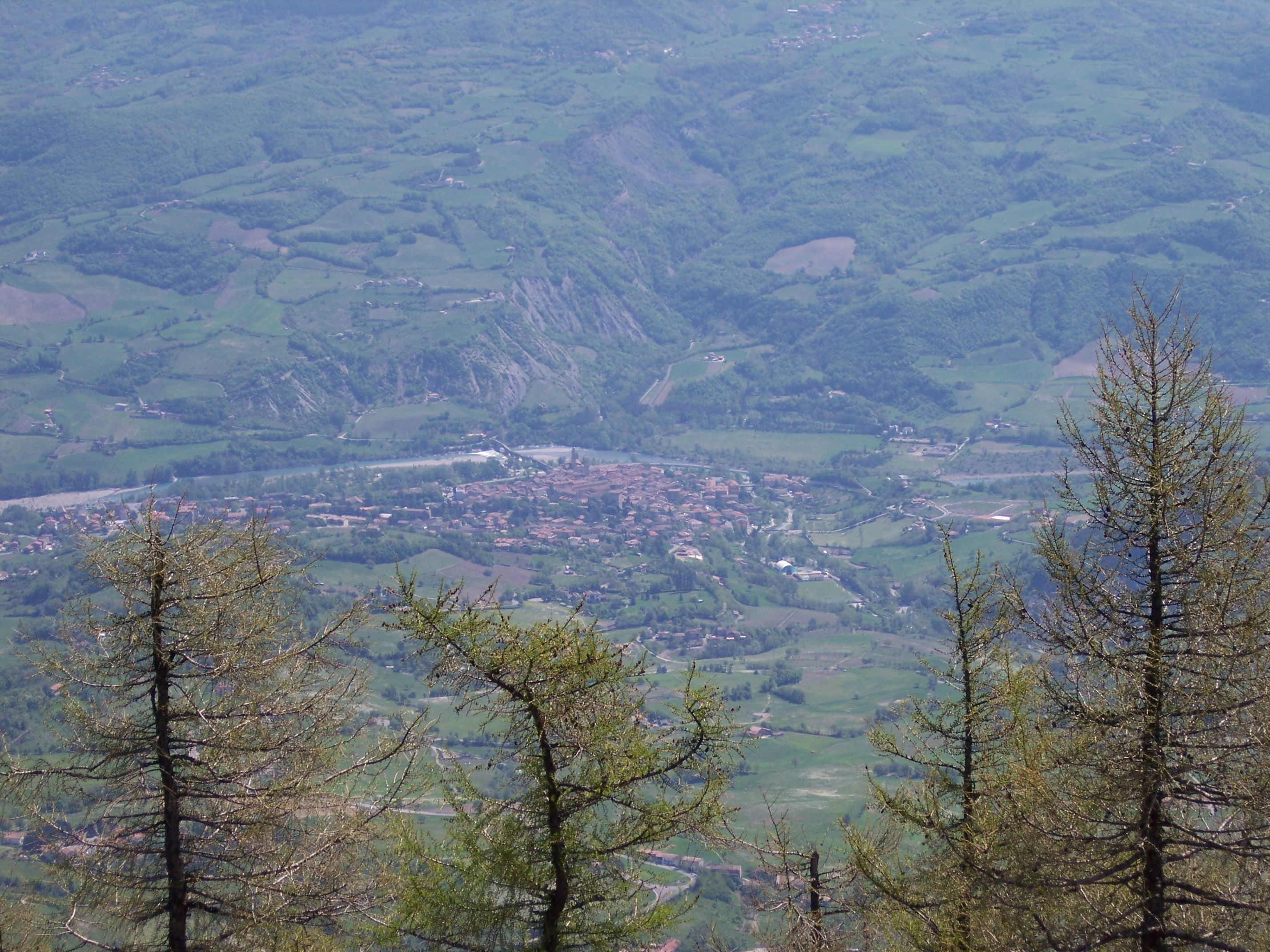
Veduta di Bobbio con la statale 45 dalla vetta del monte Penice

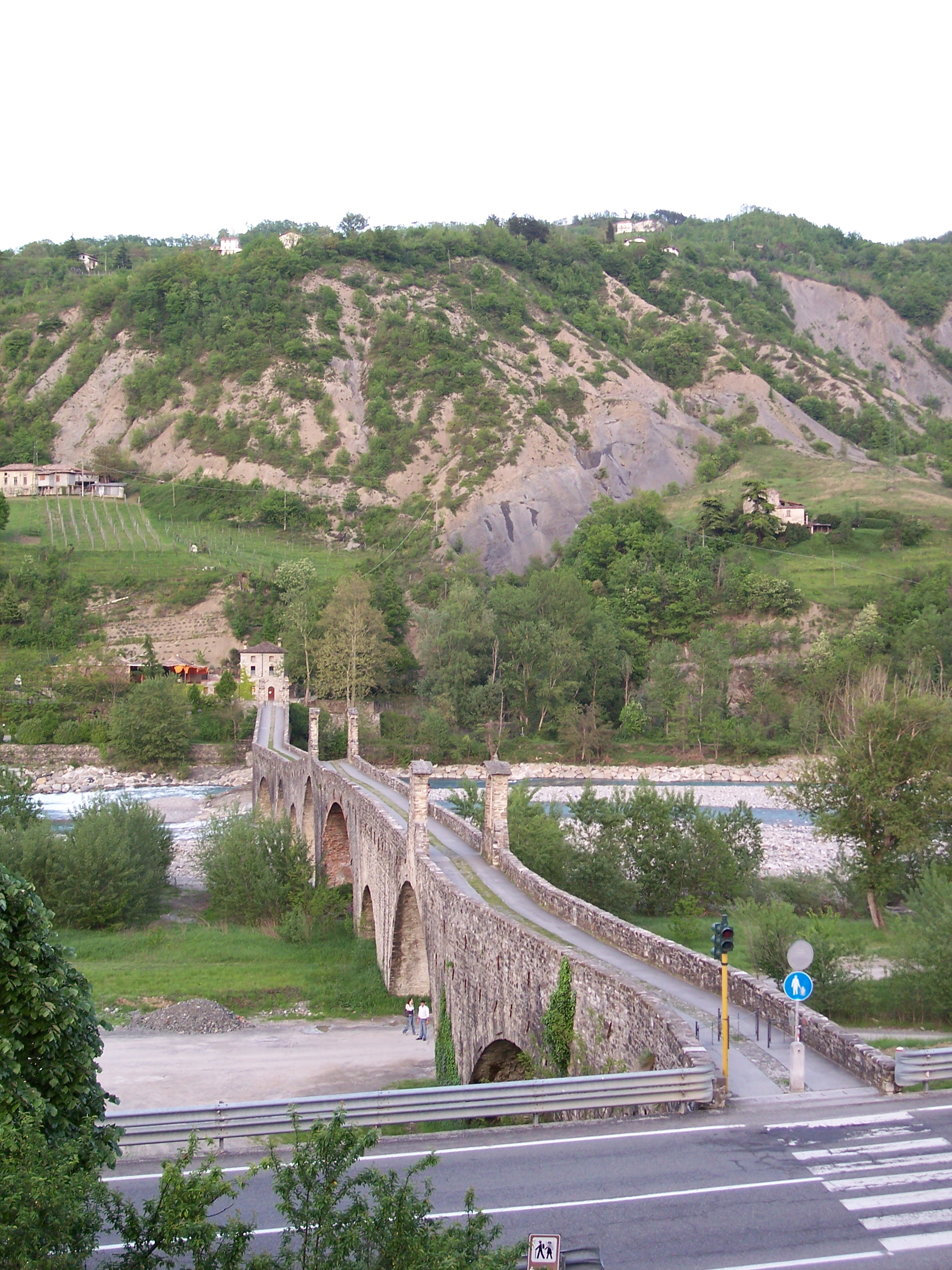
L'antichissimo ponte Vecchio o Gobbo o del Diavolo con la statale 45

Arrivati a San Salvatore, frazione di Bobbio, la strada supera galleria e, con un percorso più agevole, attraversa la Trebbia in località San Martino di fronte alle terme, raggiungendo quindi Bobbio (272 m s.l.m.) centro principale di tutto il bacino della Trebbia ed antica Contea del monastero di San Colombano, ai piedi del monte Penice (1460 m s.l.m.). Originariamente la strada ne attraversava il centro storico, che viene, invece, evitato per mezzo di una variante costruita su un viadotto che poggia nel greto del fiume. Dalla SS 45, in località San Martino, si diparte la strada provinciale 16 che raggiunge Coli per poi innestarsi nella strada provinciale 57 dell'Aserei che, tramite il passo Santa Barbara e il passo della Cappelletta raggiunge Farini, in val Nure, dove si innesta nella strada statale 654 di Val Nure. A Bobbio, si dirama anche la strada statale 461 del Passo del Penice che porta al passo del Penice e da lì raggiunge Varzi e Voghera permettendo anche il collegamento con la val Tidone tramite la strada statale 412 della Val Tidone. Prima di Bobbio si dirama la strada che porta al passo del Brallo, salendo verso la valle del Carlone per San Cristoforo e poi per Dezza.
Il percorso della SS 45 da Bobbio verso Piacenza, dopo la statua bianca di San Colombano posta fuori dal paese, è molto veloce e segue un nuovo tracciato in variante. Il vecchio percorso da Bobbio, che, partendo da viale Garibaldi, percorreva la sponda sinistra del Trebbia più in alto transitando a Cognolo davanti al cimitero monumentale è stato, invece, pedonalizzato. Da Cognolo il vecchio tracciato seguiva dritto verso monte Barberino attraversando il Trebbia dopo la casa cantoniera, sul ponte di Barberino, crollato dopo l'alluvione del 2015 ed in progetto di ricostruzione da parte di Anas. Superato Barberino sopra il campeggio il vecchio tracciato prosegue in sponda destra attraversando le località Pradella di Coli e Cassolo di Bobbio.
Il nuovo tracciato da Bobbio viaggia in variante: dopo Piancasale si supera il monte Barberino, antico confine tra il ducato di Parma e Piacenza e il regno di Sardegna confine regionale fino al 1923 con una galleria e si procede su numerosi viadotti attraversando per tre volte il fiume, costeggiando gli abitati di Mezzano Scotti, Cassolo e Perino, quest'ultimo frazione di Coli.
Da Mezzano Scotti si innesta la strada provinciale 65 della Caldarola che risale la valle passando per le frazioni di Nosia e Costa Filietto e Fosseri fino all'omonimo passo (747 m s.l.m.) che collega la val Trebbia con la val Luretta, dal passo della Caldarola si dirama la strada provinciale 68 di Bobbiano che prosegue sul crinale panoramico sulla vallata e le cime della Pietra Parcellara (836 m s.l.m.) e la Pietra Perduca (659 m s.l.m.) - celebre per l'antica chiesetta di S. Anna), successivamente la provinciale scende a Bobbiano reinnestandosi nella SS45 a Travo. Da Perino di Coli si innesta la strada provinciale 39 del Cerro che risale la val Perino collegando attraverso l'omonimo passo (750 m s.l.m.) la val Trebbia alla val Nure in comune di Bettola.
La costruzione del nuovo tracciato della strada dopo Perino venne interrotta e riprese dopo anni, a seguito di proteste di matrice ambientalista che chiedevano l'abbattimento dei nuovi tratti costruiti da Bobbio a Cernusca, frazione di Travo, riportando la strada all'antico aspetto. La realizzazione di un nuovo tracciato in variante da Cernusca fino a Rivergaro è in fase di progettazione. Il vecchio tracciato della statale si innesta con una rotonda in località Trebbia e prosegue per Pontè, Pellegri, Colombaia, Bellaria, Palazzo Torre, Perino, Due Bandiere, Ronco Dell'oste, Quaraglio, ricongiungendosi con il nuovo tracciato presso Cernusca.
Dopo Cernusca si passa quindi presso Dolgo, Quadrelli, Casino Agnelli, dove a sinistra si diparte la strada provinciale 40 di Statto che raggiunge Travo, attraversando la Trebbia sull'antico ponte. Proseguendo lungo la statale si affrontano le ultime asperità appenniniche, passando per le località di Coni e Colombarola di Travo, per poi entrare nel comune di Rivergaro toccando le località di castello di Montechiaro, Cisiano, Montechiaro, Mulinazzo, Fabiano, Bellaria, dove si dirama una strada che attraversa la Trebbia innestandosi sulla strada provinciale 40 di Statto, per poi raggiungere il capoluogo comunale, centro che segna una sorta di confine tra il tronco montano della strada e il suo breve tronco pianeggiante con la Trebbia che abbandona la sua valle iniziando a scorrere nella pianura Padana. A Rivergaro, si diramano la strada provinciale 28 che raggiunge Piacenza passando per Gossolengo e la strada provinciale 55 del Bagnolo, che, passando per Veano e Bicchignano, frazioni del comune di Vigolzone, raggiunge Ponte dell'Olio dove si innesta nella ex strada statale 654 di Val Nure.
Gli ultimi 14 km che da Rivergaro portano a Piacenza sono prevalentemente rettilinei, con un'intersezione con la viabilità secondaria provvista di semaforo presso Niviano presso la quale si innesta la strada provinciale 35 di Colonese che si innesta nella ex strada statale 654 di Val Nure nei pressi del borgo storico di Grazzano Visconti.
Proseguendo sulla statale si lambisce il comune di Podenzano nella località di Ponte Vangaro dove si innesta la strada provinciale 42 che raggiunge il capoluogo comunale, intersecando la ex strada statale 654 di Val Nure, per poi proseguire fino a San Giorgio Piacentino. La statale attraversa, poi, il comune di Gossolengo toccando le frazioni di Settima e Quarto, quest'ultima al confine con il comune di Piacenza.
Prima dell'ingresso a Piacenza, la strada attraversa passa la frazione di La Verza, poi vi è lo svincolo della tangenziale sud di Piacenza dove si ultima il percorso della Statale SS45 e che consente il rapido collegamento con la strada statale 9 Via Emilia e la strada statale 10 Padana Inferiore, nonché con le autostrade A1 e A21.